# Municipio de Beaver Dam (Carolina del Norte)
El municipio de Beaver Dam (en inglés: Beaver Dam Township) es un municipio ubicado en el  condado de Cumberland en el estado estadounidense de Carolina del Norte. En el año 2000 tenía una población de 1750 habitantes.

## Geografía
El municipio de Beaver Dam se encuentra ubicado en las coordenadas 34°53′1.85″N 78°38′2.66″O / 34.8838472, -78.6340722.